# Kirche Batzlow

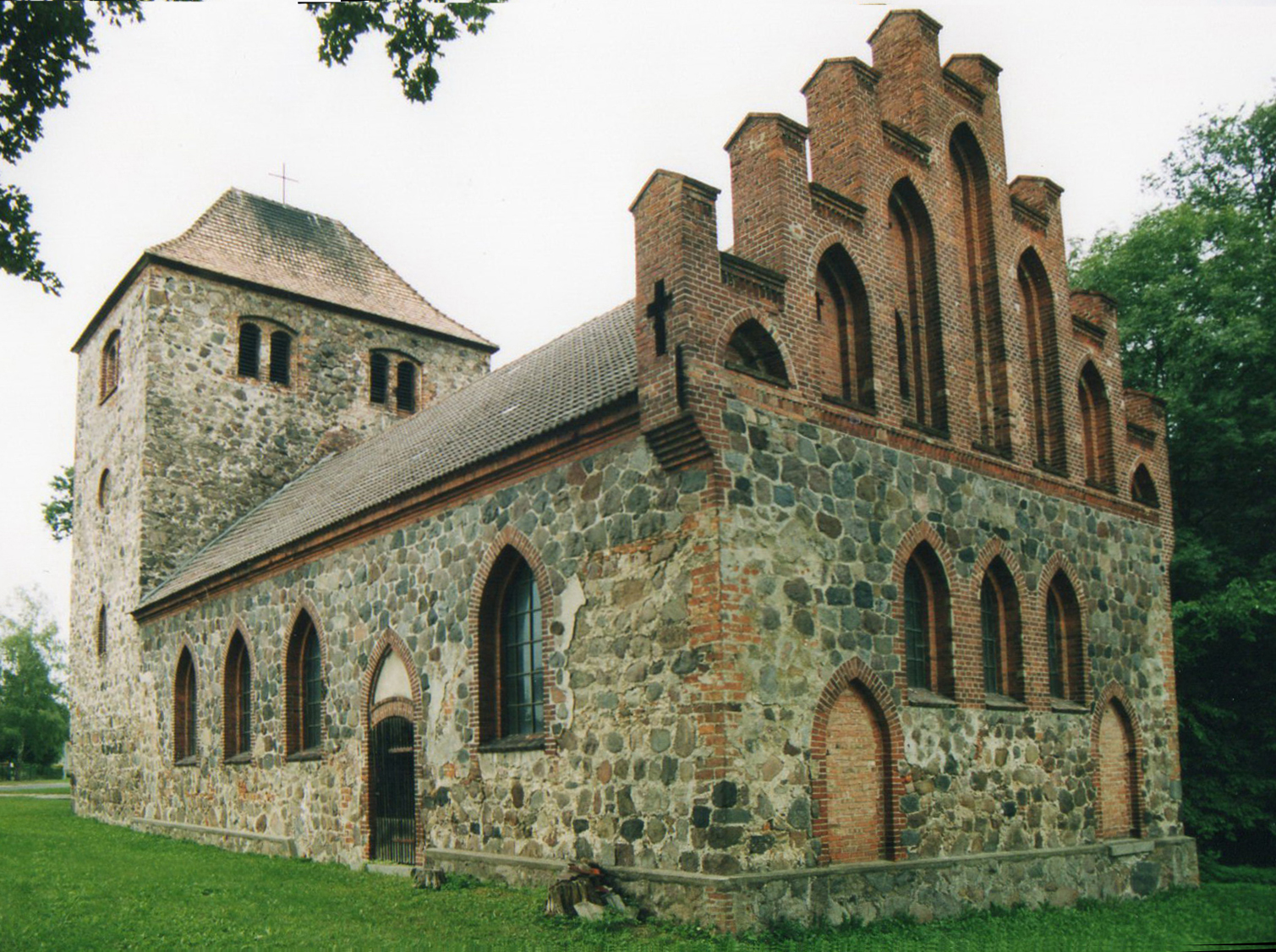
Kirche Batzlow

Die evangelische, denkmalgeschützte Kirche Batzlow steht in Batzlow, einem Ortsteil der Gemeinde Märkische Höhe im Landkreis Märkisch-Oderland in Brandenburg. Die Kirche gehört zur Gesamtkirchengemeinde Haselberg im Kirchenkreis Oderland-Spree im Sprengel Görlitz der Evangelischen Kirche Berlin-Brandenburg-schlesische Oberlausitz.

## Geschichte
Die Saalkirche aus Feldsteinen wurde im 14. Jahrhundert erbaut und im Dreißigjährigen Krieg zerstört. Der Neuaufbau erfolgte in den Jahren 1655 bis 1664. Im Jahr 1712 kam es zu einem Brand, bei dem das Bauwerk beschädigt und erneut aufgebaut wurde. Zu einem umfassenden Eingriff kam es im Jahr 1865. Dabei wurden unter anderem die Fenster im Langhaus spitzbogig verändert. Gleichzeitig wurde im Osten ein Staffelgiebel aus Backsteinen mit Blendarkaden angefügt. Allerdings musste das Schiff bereits 1876 bis auf untersten Mauerteile abgebrochen und erneut aufgebaut werden.
Im Zweiten Weltkrieg kam es erneut zu massiven Schäden. Dieses Mal waren der Ostgiebel, der Turm, das Dach sowie alle Fenster betroffen. Die Orgel wurde ebenfalls beschädigt. Die Kirchengemeinde nahm in den 1950er und 1960er Jahren Reparaturen vor. Dabei erhielt der Kirchturm seine heutige Gestalt. Im Jahr 2024 erfolgt eine Sanierung des Bauwerks in vier Abschnitten.

## Architektur
Die Kirche besteht aus einem Langhaus, das mit einem Satteldach bedeckt ist, und einem gleich breiten, querrechteckigen Kirchturm von 1712 im Westen, der mit einem Walmdach bedeckt ist. Im Turm hingen ursprünglich drei Glocken aus dem 15. Jahrhundert. Die Kirchengemeinde musste im Zweiten Weltkrieg die kleinste Glocke als Metallspende des deutschen Volkes abgeben; sie ging verloren.

## Ausstattung
Auf dem gemauerten Altar steht ein schlichtes Kreuz. Links neben dem Altar wurde die hölzerne Kanzel aus dem 19. Jahrhundert aufgestellt. Aus derselben Zeit stammt auch das Kirchengestühl sowie die Westempore, unterhalb derer eine Winterkirche eingebaut wurde. Zur weiteren Kirchenausstattung gehört ein Ölgemälde von Jan Mostaert aus dem Anfang des 16. Jahrhunderts, dass die Kreuzabnahme Christi darstellt. Es war eine Stiftung der Gutsfrau von Barfus, die als Gegenleistung die Erlaubnis erhielt, den Säbel ihres in Berlin 1877 verstorbenen Sohnes Hans Otto von Barfus aufhängen zu dürfen. Im Jahr 2024 befindet sich in der Kirche eine Kopie des Säbels; das Original ist im Oderlandmuseum verwahrt. Zwei silberne Altarleuchter tragen die Inschrift: „Zur Erinnerung an Kühne Leberecht Hugo von Barfuss, geb. d. 18. Juli 1811, gest. d. 23. Juli 1892.“ K. L. H. von Barfus war Gutsherr und Kirchenpatron, verheiratet mit Marie von Wartenberg (* 1815; † 1891). Die Altarleuchter sind eine Stiftung der Tochter, Anna von Barfus.